# Kadur (Kadur)
Kadur is een bestuurslaag in het regentschap Pamekasan van de provincie Oost-Java, Indonesië. Kadur telt 7076 inwoners (volkstelling 2010).